# MKB-10 poglavlje XI: Bolesti probavnog sustava

## (K00-K93) - Bolesti probavnog sustava

### (K00-K14) - Bolesti usne šupljine, žlijezda slinovnica i čeljusti
- K00 Poremećaji u razvoju i nicanju zubi
  - K00.0 Anodoncija
  - K00.1 Prekobrojni zubi
  - K00.2 Abnormalnosti u veličini i obliku zubi
  - K00.3 Pjegavi zubi
  - K00.4 Poremećaji u oblikovanju zuba
  - K00.5 Hereditarni poremećaji u strukturi zuba, nesvrstani drugamo
  - K00.6 Poremećaji u nicanju zuba
  - K00.7 Sindrom izbijanja (nicanja) zubi
  - K00.8 Ostali poremećaji razvoja zubi
  - K00.9 Poremećaj razvoja zuba,nespecificiran

- K01 Zadržani (retinirani) i ukliješteni (impaktirani) zubi
  - K01.0 Zadržani (retinirani) zubi
  - K01.1 Ukliješteni (impaktirani) zubi

- K02 Zubni karijes
  - K02.0 Karijes ograničen na caklinu
  - K02.1 Karijes dentina
  - K02.2 Karijes cementa
  - K02.3 Zaustavljen zubni karijes
  - K02.4 Odontoklazija
  - K02.8 Drugi zubni karijes
  - K02.9 Zubni karijes, nespecificiran

- K03 Ostale bolesti čvrstoga zubnoga tkiva
  - K03.0 Prekomjerna istrošenost zubi
  - K03.1 Abrazija zubi

- K03.2 Erozija zubi
  - K03.3 Patološka resorpcija zubi
  - K03.4 Hipercementoza
  - K03.5 Ankiloza zubi
  - K03.6 Odlaganja /naslage/ na zubima
  - K03.7 Promjene boje čvrstoga tkiva nakon nicanja zubi
  - K03.8 Ostale specificirane bolesti čvrstoga zubnoga tkiva
  - K03.9 Bolest čvrstoga zubnoga tkiva, nespecificirana

- K04 Bolesti pulpe i periapikalnih tkiva
  - K04.0 Upale pulpe (pulpitis)
  - K04.1 Nekroza pulpe
  - K04.2 Degeneracija pulpe
  - K04.3 Abnormalno oblikovanje tvrdoga tkiva u pulpi
  - K04.4 Akutna upala apikalnog periodonta pulparnog podrijetla
  - K04.5 Kronična upala apikalnog periodonta
  - K04.6 Periapikalni apsces sa sinusom
  - K04.7 Periapikalni apsces bez sinusa
  - K04.8 Radikularna cista
  - K04.9 Ostale i nespecificirane bolesti pulpe i periapikalnih tkiva

- K05 Gingivitis i periodontalne bolesti
  - K05.0 Akutna upala gingive (akutni gingivitis)
  - K05.1 Kronična upala gingive
  - K05.2 Akutna upala periodonta (akutni periodontitis)
  - K05.3 Kronična upala periodonta (kronični periodontitis)
  - K05.4 Periodontoza (parodontoza)
  - K05.5 Ostale periodontalne bolesti
  - K05.6 Bolest periodonta, nespecificirana

- K06 Ostali poremećaji gingive i bezuboga alveolarnog grebena
  - K06.0 Povlačenje gingive
  - K06.1 Povećanje gingive
  - K06.2 Oštećenja gingive i bezuboga alveolarnog grebena udruženo s traumom
  - K06.8 Ostali specificirani poremećaji gingive i bezuboga alveolarnog grebena
  - K06.9 Poremećaj gingive i bezuboga alveolarnog grebena, nespecifiran

- K07 Dentofacijalne nepravilnosti (uključujući malokluziju)
  - K07.0 Veće nepravilnosti veličine čeljusti
  - K07.1 Nepravilnosti u odnosu između čeljusti i baze lubanje
  - K07.2 Nepravilnosti u odnosu zubnog luka (svoda)
  - K07.3 Nepravilnosti u položaju zubi
  - K07.4 Malokluzija, nespecificirana
  - K07.5 Dentofacijalne funkcionalne abnormalnosti
  - K07.6 Promjene temporomandibularnoga zgloba
  - K07.8 Ostale dentofacijalne nepravilnosti
  - K07.9 Dentofacijalna nepravilnost, nespecificirana

- K08 Ostali poremećaji zubi i potpornih struktura
  - K08.0 Gubitak zubi zbog organskih uzroka
  - K08.1 Gubitak zubi zbog nesretnoga slučaja, vađenja ili lokalne periodontalne bolesti
  - K08.2 Atrofija bezuboga alveolarnog grebena
  - K08.3 Zaostali zubni korijen
  - K08.8 Ostale specificirane promjene zubi i potpornih struktura
  - K08.9 Poremećaj zubi i potpornih struktura, nespecificiran

- K09 Ciste oralnog područja koje nisu svrstane drugamo
  - K09.0 Razvojne odontogene ciste
  - K09.1 Razvojne (neodontogene) ciste oralnog područja
  - K09.2 Ostale ciste čeljusti
  - K09.8 Ostale ciste oralnog područja, nesvrstane drugamo
  - K09.9 Cista oralnog područja, nespecificirana

- K10 Ostale bolesti čeljusti
  - K10.0 Poremećaji razvoja česljusti
  - K10.1 Granulom divovskih stanica (gigantocelularni granulom), centralni
  - K10.2 Upalna stanja čeljusti
  - K10.3 Alveolitis čeljusti
  - K10.8 Ostale specificirane bolesti čeljusti
  - K10.9 Bolest čeljusti, nespecificirana

- K11 Bolesti žlijezda slinovnica
  - K11.0 Atrofija žlijezde slinovnice
  - K11.1 Hipertrofija žlijezde slinovnice
  - K11.2 Sijaloadenitis
  - K11.3 Apsces žlijezde slinovnice
  - K11.4 Fistula žlijezde slinovnice
  - K11.5 Sijalolitijaza
  - K11.6 Mukokela žlijezde slinovnice
  - K11.7 Poremećaji žljezdane sekrecije
  - K11.8 Ostale bolesti žlijezda slinovnica
  - K11.9 Bolest žlijezde slinovnice, nespecificirana

- K12 Stomatitis i srodna oštećenja
  - K12.0 Povratne (rekurentne) afte
  - K12.1 Ostali oblici stomatitisa
  - K12.2 Celulitis i apsces usne šupljine

- K13 Ostale bolesti usana i oralne sluznice
  - K13.0 Bolesti usana
  - K13.1 Griženje obraza i usne
  - K13.2 Leukoplakija i ostali poremećaji oralnog epitela, uključujući i jezik
  - K13.3 Dlakava leukoplakija
  - K13.4 Granulom i granulomu slična oštećenja oralne sluznice
  - K13.5 Oralna submukozna fibroza
  - K13.6 Nadražajna hiperplazija oralne sluznice
  - K13.7 Ostala i nespecificirana oštećenja oralne sluznice

- K14 Bolesti jezika
  - K14.0 Glositis
  - K14.1 Geografski jezik
  - K14.2 Romboidni središnji glositis (glositis rhombica mediana)
  - K14.3 Hipertrofija jezičnih papila
  - K14.4 Atrofija jezičnih papila
  - K14.5 Naborani jezik
  - K14.6 Glosodinija
  - K14.8 Ostale bolesti jezika
  - K14.9 Bolest jezika, nespecificirana

### (K20-K31) - Bolesti jednjaka, želudca i dvanaesnika
- K20 Upala jednjaka(ezofagitis)
  - K20.0 Upala jednjaka (ezofagitis)

- K21 Gastroezofagealni refluks
  - K21.0 Gastroezofagealni refluks s ezofagitisom
  - K21.9 Gastroezofagealni refluks bez ezofagitisa

- K22 Ostale bolesti jednjaka
  - K22.0 Ahalazija kardije
  - K22.1 Vrijed jednjaka (ulcus oesophagi)
  - K22.2 Opstrukcija jednjaka
  - K22.3 Perforacija jednjaka
  - K22.4 Diskinezija jednjaka
  - K22.5 Divertikul jednjaka, stečeni
  - K22.6 Gastroezofagealni laceracijsko-hemoragijski sindrom
  - K22.8 Ostale specificirane bolesti jednjaka
  - K22.9 Bolest jednjaka, nespecificirana

- K23* Bolesti i poremećaji jednjaka kod bolesti svrstanih drugamo
  - K23.0* Tuberkulozni ezofagitis (A18.8)
  - K23.1* Megaezofagus kod Chagasove bolesti (B57.3)
  - K23.8* Bolesti jednjaka kod ostalih bolesti svrstanih drugamo

- K25 Vrijed želuca (ulcus ventriculi)
  - K25.0 Vrijed želuca (ulcus ventriculi)

- K26 Vrijed dvanaesnika (ulcus duodeni)
  - K26.0 Vrijed dvanaesnika (ulcus duodeni)

- K27 Peptični vrijed, nespecificiranog mjesta (ulcus pepticum)
  - K27.0 Peptični vrijed, nespecificiranog mjesta (ulcus pepticum)

- K28 Gastrojejunalni vrijed (ulcus gastrojejunalis)
  - K28.0 Gastrojejunalni vrijed (ulcus gastrojejunalis)

- K29 Gastritis i duodenitis
  - K29.0 Akutni hemoragijski gastritis
  - K29.1 Drugi akutni gastritis
  - K29.2 Gastritis uzrokovan alkoholom
  - K29.3 Kronični superficijalni gastritis
  - K29.4 Kronični atrofični gastritis
  - K29.5 Kronični gastritis, nespecificiran
  - K29.6 Drugi gastritisi
  - K29.7 Gastritis, nespecificiran
  - K29.8 Duodenitis
  - K29.9 Gastroduodenitis, nespecificiran

- K30 Dispepsija
  - K30.0 Dispepsija

- K31 Ostale bolesti želuca i dvanaesnika
  - K31.0 Akutno proširenje (dilatacija) želuca
  - K31.1 Hipertrofična pilorična stenoza u odraslih osoba
  - K31.2 Striktura i stenoza želuca u obliku pješčanog sata
  - K31.3 Pilorospazam, nesvrstan drugamo
  - K31.4 Divertikul želuca
  - K31.5 Opstrukcija dvanaesnika
  - K31.6 Fistula želuca i dvanaesnika
  - K31.8 Ostale specificirane bolesti želuca i dvanaesnika
  - K31.9 Bolest želuca i dvanaesnika, nespecificirana

### (K35-K38) - Bolesti crvuljka
- K35 Akutna upala crvuljka (apendicitis)
  - K35.0 Akutna upala crvuljka (apendicitis) s generaliziranom upalom potrbušnice
  - K35.1 Akutna upala crvuljka s apscesom potrbušnice
  - K35.9 Akutna upala crvuljka, nespecificirana

- K36 Druga upala crvuljka
  - K36.0 Druga upala crvuljka apendiksa)

- K37 Nespecificirana upala crvuljka
  - K37.0 Nespecificirana upala crvuljka

- K38 Ostale bolesti crvuljka
  - K38.0 Hiperplazija apendiks[[]]apendiksa
  - K38.1 Konkrementi apendiksa
  - K38.2 Divertikul apendiksa
  - K38.3 Fistula apendiksa
  - K38.8 Ostale specificirane bolesti crvuljka
  - K38.9 Bolest crvuljka, nespecificirana

### (K40-K46) - Kila
- K40 Preponska kila (ingvinalna hernija)
  - K40.0 Obostrana preponska kila (hernija), s opstrukcijom, bez gangrene
  - K40.1 Obostrana preponska kila, s gangrenom
  - K40.2 Obostana preponska kila, bez opstrukcije ili gangrene
  - K40.3 Jednostrana ili nespecificirana preponska kila s opstrukcijom, bez gangrene
  - K40.4 Jednostrana ili nespecificirana preponska kila, s gangrenom
  - K40.9 Jednostrana ili nespecificirana preponska kila, bez opstrukcije ili gangrene

- K41 Bedrena kila (femoralna hernija)
  - K41.0 Obostralna femoralna hernija, s opstrukcijom, bez gangrene
  - K41.1 Obostrana femoralna hernija s gangrenom
  - K41.2 Obostrana femoralna hernija bez opstrukcije ili gangrene
  - K41.3 Jednostrana ili nespecificirana femoralna hernija, s opstrukcijom, bez gangrene
  - K41.4 Jednostrana ili nespecificirana femoralna hernija, s gangrenom
  - K41.9 Jednostrana ili nespecificirana femoralna hernija, bez opstrukcije ili gangrene

- K42 Pupčana kila (umbilikalna hernija)
  - K42.0 Pupčana kila s opstrukcijom, bez gangrene
  - K42.1 Pupčana kila s gangrenom
  - K42.9 Pupčana hernija bez opstrukcije ili gangrene

- K43 Trbušna kila (ventralna hernija)
  - K43.0 Trbušna kila s opstrukcijom, bez gangrene
  - K43.1 Trbušna kila s gangrenom
  - K43.9 Trbušna kila bez opstrukcije ili gangrene

- K44 Ošitna kila (dijafragmalna hernija)
  - K44.0 Dijafragmalna hernija s opstrukcijom bez gangrene
  - K44.1 Dijafragmalna hernija s gangrenom
  - K44.9 Dijafragmalna hernija bez opstrukcije ili gangrene

- K45 Ostale kile trbušne šupljine
  - K45.0 Ostale specificirane kile trbušne šupljine s opstrukcijom, bez gangrene
  - K45.1 Ostale specificirane kile trbušne šupljine s gangrenom
  - K45.8 Ostale specificirane kile trbušne šupljine bez opstrukcije ili gangrene

- K46 Nespecificirana kila trbušne šupljine
  - K46.0 Nespecificirana kila trbušne šupljine s opstrukcijom bez gangrene
  - K46.1 Nespecificirana kila trbušne šupljine s gangrenom
  - K46.9 Nespecificirana kila trbušne šupljine bez opstrukcije ili gangrene

### (K50-K52) - Neinfektivni enteritis i kolitis
- K50 Crohnova bolest (regionalni entritis)
  - K50.0 Chronova bolest tankog crijeva
  - K50.1 Crohnova bolest debelog crijeva
  - K50.8 Crohnova bolest, ostalo
  - K50.9 Chronova bolest, nespecificirana

- K51 Ulcerozni kolitis
  - K51.0 Ulcerozni (kronični) enterokolitis
  - K51.1 Ulcerozni (kronični) ileokolitis
  - K51.2 Ulcerozni (kronični) proktitis
  - K51.3 Ulcerozni (kronični) rektosigmoiditis
  - K51.4 Pseudopolipoza kolona
  - K51.5 Mukozni proktokolitis
  - K51.8 Ulcerozni kolitis, ostalo
  - K51.9 Ulcerozni kolitis, nespecificiran

- K52 Druge neinfektivne upale tankoga i debeloga crijeva
  - K52.0 Gastroenteritis i kolitis uzrokovan zračenjem
  - K52.1 Toksični gastroenteritis i kolitis
  - K52.2 Alergijski i dijetetski gastroenteritis i kolitis
  - K52.8 Ostali specificirani infektivni gastroenteritisi i kolitisi
  - K52.9 Neinfektivni gastroenteritis i kolitis, nespecificiran

### (K55-K63) - Ostale bolesti crijeva
- K55 Poremećaji crijeva, žilni vaskularni
  - K55.0 Akutni poremećaji crijevnih žila
  - K55.1 Kronični poremećaji crijevnih žila
  - K55.2 Angiodisplazija kolona
  - K55.8 Ostali poremećaji crijevnih žila
  - K55.9 Poremećaj crijevnih žila, nespecificiran

- K56 Paralitični ileus i opstrukcija crijeva bez hernije
  - K56.0 Paralitični ileus
  - K56.1 Intususcepcija
  - K56.2 Volvulus
  - K56.3 Ileus uzrokovan žučnim kamencem
  - K56.4 Ostala uklještenja crijeva
  - K56.5 Priraslice crijeva s opstrukcijom
  - K56.6 Ostale i nespecificirane opstrukcije crijeva
  - K56.7 Ileus, nespecificiran

- K57 Divertikuloza crijeva
  - K57.0 Divertikuloza tankoga crijeva s perforacijom i apscesom
  - K57.1 Divertikuloza tankoga crijeva bez perforacije ili apscesa
  - K57.2 Divertikuloza debeloga crijeva s perforacijom i apscesom
  - K57.3 Divertikuloza debeloga crijeva bez perforacije ili apscesa
  - K57.4 Divertikuloza i tankoga i debeloga crijeva s perforacijom i apscesom
  - K57.5 Divertikuloza i tankoga i debeloga crijeva bez perforacije ili apscesa
  - K57.8 Divertikuloza crijeva, nespecificiranog dijela, s perforacijom i apscesom
  - K57.9 Divertikuloza crijeva, nespecificiranog dijela, bez perforacije ili apscesa

- K58 Sindrom iritabilnoga crijeva
  - K58.0 Sindrom iritabilnoga crijeva s proljevom
  - K58.9 Sindrom iritabilnoga crijeva bez proljeva

- K59 Ostali funkcionalni poremećaji crijeva
  - K59.0 Konstipacija
  - K59.1 Funkcionalni proljev (dijareja)
  - 59.2 Neurogeno crijevo, nesvrstano drugamo
  - K59.3 Megakolon, nesvrstan drugamo
  - K59.4 Analni spazam
  - K59.8 Ostali specificirani funkcionalni poremećaji crijeva
  - K59.9 Funkcionalni poremećaj crijeva, nespecificiran

- K60 Fisure i fistule analnog i rektanog područja
  - K60.0 Akutna analna [fisura]
  - K60.1 Kronična analna fisura
  - K60.2 Analna fisura, nespecificirana
  - K60.3 Analna fistula
  - K60.4 Rektalna fistula
  - K60.5 Anorektalna fistula

- K61 Apsces analnog i rektalnog područja
  - K61.0 Analni apsces
  - K61.1 Rektalni apsces
  - K61.2 Anorektalni apsces
  - K61.3 Ishiorektalni apsces
  - K61.4 Intrasfinkterični apsces

- K62 Ostale bolesti anusa i rektuma
  - K62.0 Analni polip
  - K62.1 Rektalni polip
  - K62.2 Analni prolaps
  - K62.3 Rektalni prolaps
  - K62.4 Stenoza anusa i rektuma
  - K62.5 Krvarenje anusa i rektuma
  - K62.6 Vrijed anusa i rektuma
  - K62.7 Radijacijski proktitis (proktitis uzrokovan zračenjem)
  - K62.8 Ostale specificirane bolesti anusa i rektuma
  - K62.9 Bolest anusa i rektuma, nespecificirana

- K63 Ostale crijevne bolesti
  - K63.0 Apsces crijeva
  - K63.1 Perforacija crijeva (netraumatska)
  - K63.2 Fistula crijeva
  - K63.3 Vrijed crijeva
  - K63.4 Enteroptoza
  - K63.8 Ostale specificirane bolesti crijeva
  - K63.9 Bolest crijeva, nespecificirana

### (K65-K67) - Bolesti potrbušnice
- K65 Upala potrbušnice (peritonitis)
  - K65.0 Akutna upala potrbušnice (akutni peritonitis)
  - K65.8 Ostale upale potrbušnice
  - K65.9 Upala potrbušnice, nespecificirana

- K66 Ostali poremećaji potrbušnice
  - K66.0 Priraslice potrbušnice (peritonealne adhezije)
  - K66.1 Hemoperitoneum
  - K66.8 Ostale specificirane bolesti potrbušnice
  - K66.9 Bolest potrbušnice, nespecificirana

- K67 Bolest potrbušnice kod infektivnih bolesti svrstanih drugamo
  - K67.0 Klamidijski peritonitis (A74.8)
  - K67.1 Gonokokni peritonitis (A54.8)
  - K67.2 Sifilitični peritonitis (A52.7)
  - K67.3 Tuberkulozni peritonitis (A18.3)
  - K67.8 Ostale bolesti potrbušnice kod infektivnih bolesti svrstanih drugamo

### (K70-K77) - Bolesti jetre
- K70 Alkoholna bolest jetre
  - K70.0 Alkoholna masna jetra (steatoza jetre)
  - K70.1 Alkoholni hepatitis
  - K70.2 Alkoholna fibroza i skleroza jetre
  - K70.3 Alkoholna ciroza jetre
  - K70.4 Alkoholno zatajenje jetre
  - K70.9 Alkoholna bolest jetre, nespecificirana

- K71 Toksična bolest jetre
  - K71.0 Toksična bolest jetre s kolestazom
  - K71.1 Toksična bolest jetre s nekrozom jetre
  - K71.2 Toksična bolest jetre s akutnim hepatitisom
  - K71.3 Toksična bolest jetre s kroničnim perzistentnim hepatitisom
  - K71.4 Toksična bolest jetre s kroničnim lobularnim hepatitisom
  - K71.5 Toksična bolest jetre s kroničnim aktivnim hepatitisom
  - K71.6 Toksična bolest jetre s hepatitisom, nesvrstana drugamo
  - K71.7 Toksična bolest jetre s fibrozom i cirozom jetre
  - K71.8 Toksična bolest jetre s drugim poremećajima jetre
  - K71.9 Toksična bolest jetre, nespecificirana

- K72 Zatajenje jetre, nesvrstano drugamo
  - K72.0 Akutno ili subakutno zatajenje jetre
  - K72.1 Kronično zatajenje jetre
  - K72.9 Zatajenje jetre, nespecificirano

- K73 Kronični hepatitis, nesvrstan drugamo
  - K73.0 Kronični perzistentni hepatitis, nesvrstan drugamo
  - K73.1 Kronični lobularni hepatitis, nesvrstan drugamo
  - K73.2 Kronični aktivni hepatitis, nesvrstan drugamo
  - K73.8 Drugi kronični hepatitis, nesvrstan drugamo
  - K73.9 Kronični hepatitis, nespecificiran

- K74 Fibroza i ciroza jetre
  - K74.0 Fibroza jetre (hepatična fibroza)
  - K74.1 Skleroza jetre (hepatična skleroza)
  - K74.2 Fibroza jetre sa sklerozom jetre (hepatična fibroza s hepatičnom sklerozom)
  - K74.3 Primarna bilijarna ciroza
  - K74.4 Sekundarna bilijarna ciroza
  - K74.5 Bilijarna ciroza, nespecificirana
  - K74.6 Ostale i nespecificirane bolesti jetre

- K75 Druge upalne bolesti jetre
  - K75.0 Apsces jetre
  - K75.1 Flebitis portalne vene
  - K75.2 Nespecifični reaktivni hepatitis
  - K75.3 Granulomatozni hepatitis, nesvrstan drugamo
  - K75.8 Ostale specificirane upalne bolesti jetre
  - K75.9 Upalna bolest jetre, nespecificirana

- K76 Ostale bolesti jetre
  - K76.0 Masna jetra, nesvrstana drugamo
  - K76.1 Kronična pasivna kongestija jetre
  - K76.2 Centralna hemoragijska nekroza jetre
  - K76.3 Infarkt jetre
  - K76.4 Pelioza jetre
  - K76.5 Hepatična venskookluzivna bolest
  - K76.6 Portalna hipertenzija
  - K76.7 Hepatorenalni sindrom
  - K76.8 Ostale specificirane bolesti jetre
  - K76.9 Bolest jetre, nespecificirana

- K77* Bolesti jetre kod bolesti svrstanih drugamo
  - K77.0* Bolesti jetre kod infektivnih i parazitarnih bolesti svrstanih drugamo
  - K77.8* Bolesti jetre kod ostalih bolesti svrstanih drugamo

### (K80-K87) - Poremećaji žuči, žučnjaka i gušterače
- K80 Kamenci žučni (koleltijaza)
  - K80.0 Kamenac u žučnjaku s akutnom upalom žučnjaka
  - K80.1 Kamenac u žučnjaku s drugom upalom žučnjaka
  - K80.2 Kamenac u žučnjaku bez upale
  - K80.3 Kamenac žučnog kanala s upalom žučovoda
  - K80.4 Kamenac žučnog kanala s upalom žučnjaka
  - K80.5 Kamenac žučnog kanala bez upale žučovoda ili žučnjaka
  - K80.8 Druga kolelitijaza

- K81 Upala žučnjaka (kolecistitis)
  - K81.0 Akutna upala žučnjaka (akutni kolecistitis)
  - K81.1 Kronična upala žučnjaka (kronični kolecistitis)
  - K81.8 Druge upale žučnjaka
  - K81.9 Upala žučnjaka, nespecificirana

- K82 Ostale bolesti žučnjaka
  - K82.0 Opstrukcija žučnjaka
  - K82.1 Hidrops žučnjaka
  - K82.2 Perforacija žučnjaka
  - K82.3 Fistula žučnjaka
  - K82.4 Kolesteroloza žučnjaka
  - K82.8 Ostale specificirane bolesti žučnjaka
  - K82.9 Bolest žučnjaka, nespecificirana

- K83 Ostale bolesti žučnog sustava
  - K83.0 Upala žučovoda (kolangitis)
  - K83.1 Opstrukcija žučnog kanala
  - K83.2 Perforacija žučnog kanala
  - K83.3 Fistula žučnog kanala
  - K83.4 Spazam Oddijeva sfinktera
  - K83.5 Cista, žučna
  - K83.8 Ostale specificirane bolesti žučnog sustava
  - K83.9 Bolest žučnog sustava, nespecificirana

- K85 Akutna upala gušterače (akutni pankreatitis)
  - K85.0 Akutna upala gušterače (akutni pankreatitis)

- K86 Ostale bolesti gušterače
  - K86.0 Kronična upala gušterače uzrokovana alkoholom
  - K86.1 Druge kronične upale gušterače
  - K86.2 Cista gušterače
  - K86.3 Pseudocista gušterače
  - K86.8 Ostale specificirane bolesti gušterače
  - K86.9 Bolest gušterače, nespecificirana

- K87* Bolesti žučnjaka, žučnog sustava i gušterače kod bolesti svrstanih drugamo
  - K87.0 Bolesti žučnjaka i žučnog sustava kod bolesti svrstanih drugamo
  - K87.1 Bolesti gušterače kod bolesti svrstanih drugamo

### (K90-K93) - Ostale bolesti probavnog sustava
- K90 Crijevna malapsorpcija
  - K90.0 Celijakija (morbus coeliacus)
  - K90.1 Tropska sprue
  - K90.2 Sindrom slijepe petlje, nesvrstan drugamo
  - K90.3 Pankreatična steatoreja
  - K90.4 Malapsorpcija zbog intolerancije, nesvrstana drugamo
  - K90.8 Druga crijevna malapsorpcija
  - K90.9 Crijevna malapsorpcija, nespecificirana

- K91 Poremećaji probavnog sustava koji se javljaju poslije određenih postupaka, nesvrstani drugamo
  - K91.0 Povraćanje nakon gastrointestinalnog kirurškog zahvata
  - K91.1 Sindromi nakon kirurškog zahvata na želucu
  - K91.2 Malapsorpcija poslije kirurškog zahvata, nesvrstana drugamo
  - K91.3 Opstrukcija crijeva nakon operativnog zahvata
  - K91.4 Poremećaji funkcije kolostome i enterostome
  - K91.5 Postkolecistektomični sindrom
  - K91.8 Ostali poremećaji probavnog sustava koji se pojavljaju nakon određenih postupaka, nesvrstani drugamo
  - K91.9 Poremećaj probavnog sustava koji se pojavljuje nakon određenog postupka, nespecificiran

- K92 Ostale bolesti probavnog sustava
  - K92.0 Hematemeza
  - K92.1 Melena
  - K92.2 Krvarenje iz probavnog sustava, nespecificirano
  - K92.8 Ostale specificirane bolesti probavnog sustava
  - K92.9 Bolest probavnog sustava, nespecificirana

- K93* Bolesti ostalih probavnih organa kod bolesti svrstanih drugamo
  - K93.0* Tuberkuloza crijeva, potrbušnice i mezenteričnih žlijezda (A18.3)
  - K93.1* Megakolon kod Chagasove bolesti (B57.3)
  - K93.8* Bolesti ostalih specificiranih probavnih organa kod bolesti svrstanih drugamo

## Vanjske poveznice
- MKB-10 K00-K93 2007. - WHO[neaktivna poveznica]